# اوخا، روسیه
شهر اوخا، روسیه (به روسی: Оха) در کشور روسیه و در اوبلاست ساخالین واقع شده‌است.